# Gare de Saint-Ursanne
La gare de Saint-Ursanne est une gare ferroviaire suisse de la ligne de Delémont à Delle. Elle est située à environ 800 mètres au nord-est du centre de la localité de Saint-Ursanne, sur le territoire de la commune de Clos du Doubs dans le canton du Jura.
Gare d'évitement, c'est un point d'arrêt voyageurs des Chemins de fer fédéraux suisses (SBB CFF FFS) desservi par des trains RER trinational de Bâle (ligne S3) et RegioExpress.

## Situation ferroviaire
Établie à 492 mètres d'altitude, la gare de Saint-Ursanne est située au point kilométrique (PK) 101,66 de la ligne de Delémont à Delle, entre les gares de Glovelier et de Courgenay.
C'est une gare d'évitement qui dispose de deux voies sur une ligne à voie unique.

## Histoire
La gare bénéficie de la nouvelle desserte mise en place, sur la ligne, en décembre 2018 : « à la cadence à la demi-heure exacte par les trains Regioexpress (Biel/Bienne – Delémont – Delle) et S3 du RER bâlois (Bâle – Porrentruy) et ce de 4 h 30 à 1 h du matin 7 jours sur 7. Dix trains quotidiens poursuivent leur course jusqu’à la gare TGV de Belfort - Montbéliard alors que six trains quotidiens sont en correspondance à Delle pour la gare TGV ».

## Service voyageurs

### Desserte
Saint-Ursanne est desservie par des trains RegioExpress sur la relation Biel/Bienne (ou Delémont) – Delle (ou Meroux (TGV), et  par des trains du RER trinational de Bâle (ligne S3) sur la relation Olten – Porrentruy.